# Phương Canh
Phương Canh là một phường thuộc quận Nam Từ Liêm, thành phố Hà Nội, Việt Nam.

## Địa lý
Phường Phương Canh nằm ở phía tây quận Nam Từ Liêm, có vị trí địa lý:
- Phía đông giáp phường Xuân Phương và quận Bắc Từ Liêm
- Phía tây giáp huyện Hoài Đức
- Phía nam giáp phường Xuân Phương
- Phía bắc giáp quận Bắc Từ Liêm.

Phường có diện tích 2,61 km², dân số năm 2022 là 20.117 người, mật độ dân số đạt 7.707 người/km².
Phương Canh có 2 khu dân cư: Hoè Thị (gồm các tổ 3, 4, 5, 6, 7) tên nôm là Canh Chợ, Tu Hoàng (gồm các tổ 1, 2, 8) tên nôm là Nhổn
Làng Hòe Thị là một trong bảy làng Canh, cùng với các làng Kim Bảng và Hoàng Bảng (sau nhập chung là làng Kim Hoàng), An Trai và Hậu Ái (đều thuộc xã Vân Canh), làng Thị Cấm và làng Ngọc Mạch (thuộc phường Xuân Phương, quận Nam Từ Liêm), thuộc tổng Phương Canh, huyện Từ Liêm.

## Lịch sử
Phường Phương Canh được thành lập vào đầu năm 2014 trên cơ sở điều chỉnh 260,76 ha diện tích tự nhiên và 20.243 người của xã Xuân Phương thuộc huyện Từ Liêm cũ.

## Văn hóa

### Di tích
Hai thôn (tương ứng với 2 làng) của Phương Canh đều có các di tích lịch sử là đình và chùa được công nhận là di tích lịch sử - văn hóa cấp quốc gia. Đây là những công trình có nhiều giá trị văn hóa và kiến trúc.

### Lễ hội truyền thống
Lễ hội làng Tu Hoàng diễn ra vào ngày 9 và 10 tháng 2 (âm lịch) hàng năm. Chính hội vào mùng 10 tháng 2. Làng Hoè Thị tổ chức lễ hội truyền thống vào các ngày 11, 12 và 13 tháng 2 (âm lịch) hàng năm.